# 圣阿芒德努埃尔
圣阿芒德努埃尔（法語：Saint-Amant-de-Nouère，法語發音：[sɛ̃.t‿amɑ̃ də nwɛʁ]，意为“努埃尔河的圣阿芒德”）是法国夏朗德省的一个市镇，属于昂古莱姆区。

## 地理
圣阿芒德努埃尔（45°44'45"N, 0°0'6"E）面积11.15 平方千米，位于法国新阿基坦大区夏朗德省，该省份为法国西部内陆省份，北起德塞夫勒省和维埃纳省，东临上维埃纳省，东南至多尔多涅省，南至多爾多涅省，西接滨海夏朗德省。
与圣阿芒德努埃尔接壤的市镇（或旧市镇、城区）包括：努埃尔河畔阿涅尔、杜扎、埃沙拉、圣西巴尔多、圣热尼迪耶尔萨克。

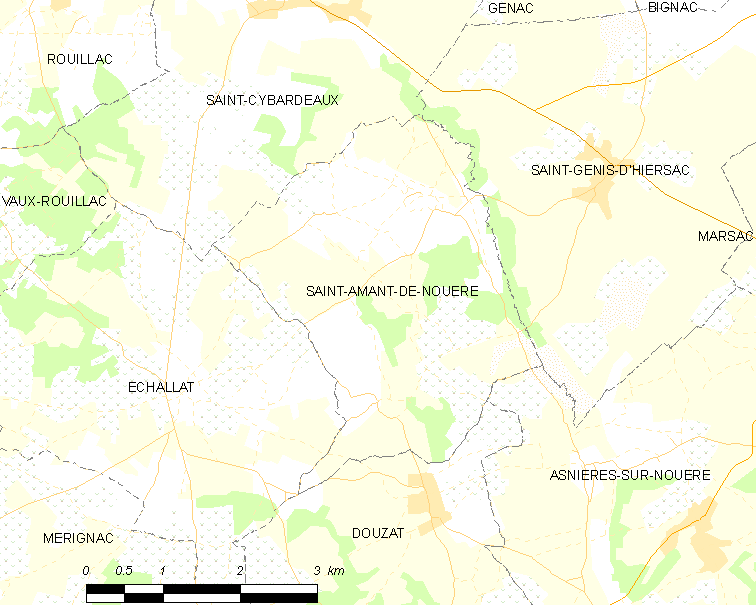
圣阿芒德努埃尔的OSM定位图

圣阿芒德努埃尔的时区为UTC+01:00、UTC+02:00（夏令时）。

## 行政
圣阿芒德努埃尔的邮政编码为16170，INSEE市镇编码为16298。

## 政治
圣阿芒德努埃尔所属的省级选区为努埃尔河谷县。

## 人口

1962-2008年间圣阿芒德努埃尔人口变化图示

圣阿芒德努埃尔于2022年1月1日时的人口数量为350人。